# مسجد جمکران
مسجد جمکران (نام‌های دیگر: مسجد صاحب‌الزمان، قدمگاه، حسن بن مثله) یکی از مشهورترین و مهم‌ترین مساجد شیعیان و منسوب به حجت بن الحسن امام دوازدهم شیعیان دوازده امامی است که در محدوده محلهٔ جمکران شهر قم واقع شده‌است. این مسجد، به خاطر قرارداشتن در این محله، به مسجد جمکران شهرت یافته‌است و به سبب انتساب به حجت بن الحسن، مسجد صاحب‌الزمان هم نامیده می‌شود، در گذشته به مسجد قدمگاه نیز مشهور بوده‌است. به گفته دانشنامه جهان اسلام جمکران در گذشته روستای مهمی بوده و نام آن در کتاب تاریخ قم بارها تکرار شده‌است. این مسجد سابقه‌ای بیش از ۱۰۰۰ سال دارد و در سده اخیر در پی توجه شماری از علمای شیعه، به یکی از زیارتگاه‌های مهم ایران تبدیل شده، و آداب و رسوم و باورهای خاصی پیرامون آن شکل گرفته‌است.
این مسجد دارای ساختمان اداری، هیئت امنا، دایره انتظامات، دفتر ثبت کرامات، انتشارات کتاب جمکران، واحد تحقیقات، واحد ارشاد و کتابخانه تخصصی است.

## تاریخچه

### نام
این مسجد، به خاطر نزدیکی به جمکران، به مسجد جمکران شهرت یافته‌است و به دلیل انتساب به حجت بن الحسن، مسجد صاحب‌الزمان هم نامیده می‌شود، در گذشته به مسجد قدمگاه نیز مشهور بوده‌است.

### پیشینه
به گزارش تاریخ قم، اولین مسجدی که در قم، پیش از مهاجرت اشعریان از کوفه به این شهر در اوایل قرن دوم، بنا گردید، مسجد قریه جمکران بود که خَطّاب اسدی آن را بنیان نهاد و در آن به تنهایی نماز می‌گزارد. مدرسی طباطبایی احتمال داده‌است که مسجد جمکران فعلی همان مسجد خطّاب اسدی باشد که پس از گریز ساکنان غاضریه از قبیله بنی اسد به جمکران، به هنگام قیام مختار در کوفه، توسعه بیشتری یافت. اما قول مشهور دربارهٔ ساخت مسجد کنونی جمکران به داستانی بر می‌گردد که میرزا حسین نوری نقل کرده‌است. بر طبق این حکایت، حسن بن مثله جمکرانی در پی رؤیایی که می‌بیند، در سه‌شنبه ۱۷ رمضان ۳۷۳ هجری قمری به خدمت حجت بن الحسن می‌رسد و در آن جلسه دستورِ ساخت مسجد در مکانی که برگزیده و در آن نشانه‌هایی قرار داده شده، نماز خاص آن مسجد و قربانی کردن یک بز و انفاق آن بر مردم به او ابلاغ می‌گردد، سپس سیدابوالحسن، از درآمد زمین مزبور، که در اختیار حسن بن مسلم بوده، به اضافه وجوه حاصل از اراضی رَهَقِ ناحیه اَردَهالِ کاشان، مسجد را، با سقفی از چوب، احداث می‌کند. محققان چند اِشکال بر این حکایت وارد کرده‌اند، که از آن جمله است: وفات شیخ صدوق قبل از وقوع این حادثه؛ تألیف کتاب تاریخ قم در ۳۷۸ و نبود نسخه‌ای از اصل عربی آن و ذکر نشدن این حکایت در نسخه فارسی آن؛ و اثبات‌نشدن درستی انتساب کتاب مونس الحزین فی معرفة الحق و الیقین به شیخ‌صدوق. برخی نیز به این اِشکالها پاسخ داده‌اند. در عین حال، در دهه‌های اخیر بسیاری از مراجع تقلید و علما برای این مسجد احترام و قداست ویژه قائل شده و برای عبادت در آنجا حضور یافته و عبادت در آنجا را به دیگران نیز توصیه کرده‌اند. نجم الدین طبسی به نقل از ناصر مکارم شیرازی می‌گوید که مسجد مقدس جمکران دارای سند قطعی است و به دستور حجت بن الحسن تأسیس شده و اجازه نمی‌دهیم که کسی با شبهات سندیت مسجد را زیر سؤال ببرد.
دربارهٔ این مسجد در هیچ‌یک از منابع تاریخی سخنی نیست و تنها منشی قمی، ضمن وقایع سال ۹۸۶، در شرح‌حال میرغیاث‌الدین محمد میرمیران نوشته‌است که او به هنگام توقف در قریه لَنجَرودِ قم، گاهی در مَقامِ با احترام حجت بن الحسن در جمکران اعتکاف می‌کرد، که به گفته فقیهی مقصود از آن مقام، مسجد جمکران است. اطلاع دیگر، مأخود از کتیبه تاریخی مسجد، مشتمل بر شعری با مادّه تاریخ ۱۱۶۷، است که به تعمیر مسجد در آن سال اشاره دارد. ظاهراً در همان زمان راهی درشکه‌رو برای مسجد احداث گردید.

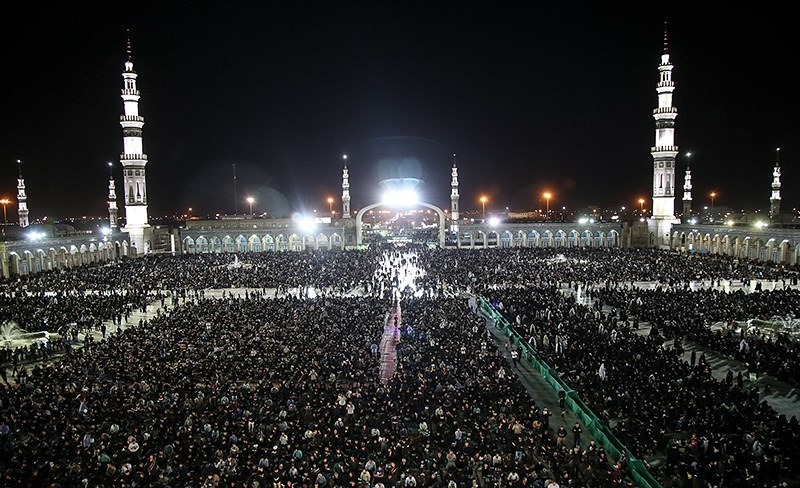
مراسم شب قدر رمضان ۱۳۹۶

در اواخر دوره قاجار و اوایل دوره پهلوی، ساختمان مسجد قدیمی و نیمه‌ویران بود. رونق مسجد جمکران در دوران اخیر به دلیل کوشش محمد تقی بافقی است. قبل از او فقط بعضی از افراد مطّلع برای شب‌زنده‌داری به مسجد جمکران می‌رفتند. بافقی هر شب چهارشنبه، به همراه گروهی از طلاب، پیاده به مسجد می‌رفت و نماز مغرب و عشاء را در آنجا اقامه می‌کرد و تا اذان صبح در آنجا به عبادت می‌پرداخت و بدین‌ترتیب، توجه مردم را به این مسجد جلب کرد.
پس از تشکیل نخستین هیئت امنای مسجد در ۱۳۹۴ ه‍. ش، تحت نظارت سازمان اوقاف، توجه بیشتری به این مسجد شد. پس از پیروزی انقلاب اسلامی، شورای مدیریت حوزه علمیه قم اعضای هیئت اعضای هیئت امنا را معرفی کرد و اداره اوقاف نیز نظارت بر امور مسجد را برعهده گرفت. این مسجد دارای ساختمان اداری، هیئت امنا، دایره انتظامات، دفتر ثبت کرامات، واحد انتشارات و تحقیقات، واحد ارشاد و کتابخانه تخصصی است و سالانه حدود پانزده میلیون زائر دارد.
بسیاری از شیعیان شب چهارشنبه و شب نیمه شعبان - تولد حجت بن الحسن - به این مسجد می‌روند و اعمال آن را بجا می‌آورند. اعمال آن دو رکعت نماز تحیت مسجد است و دو رکعت نماز که به نماز امام زمان مشهور است به شیوه‌ای خاص به‌جای آورده می‌شود.

## ساخت و بنای فعلی

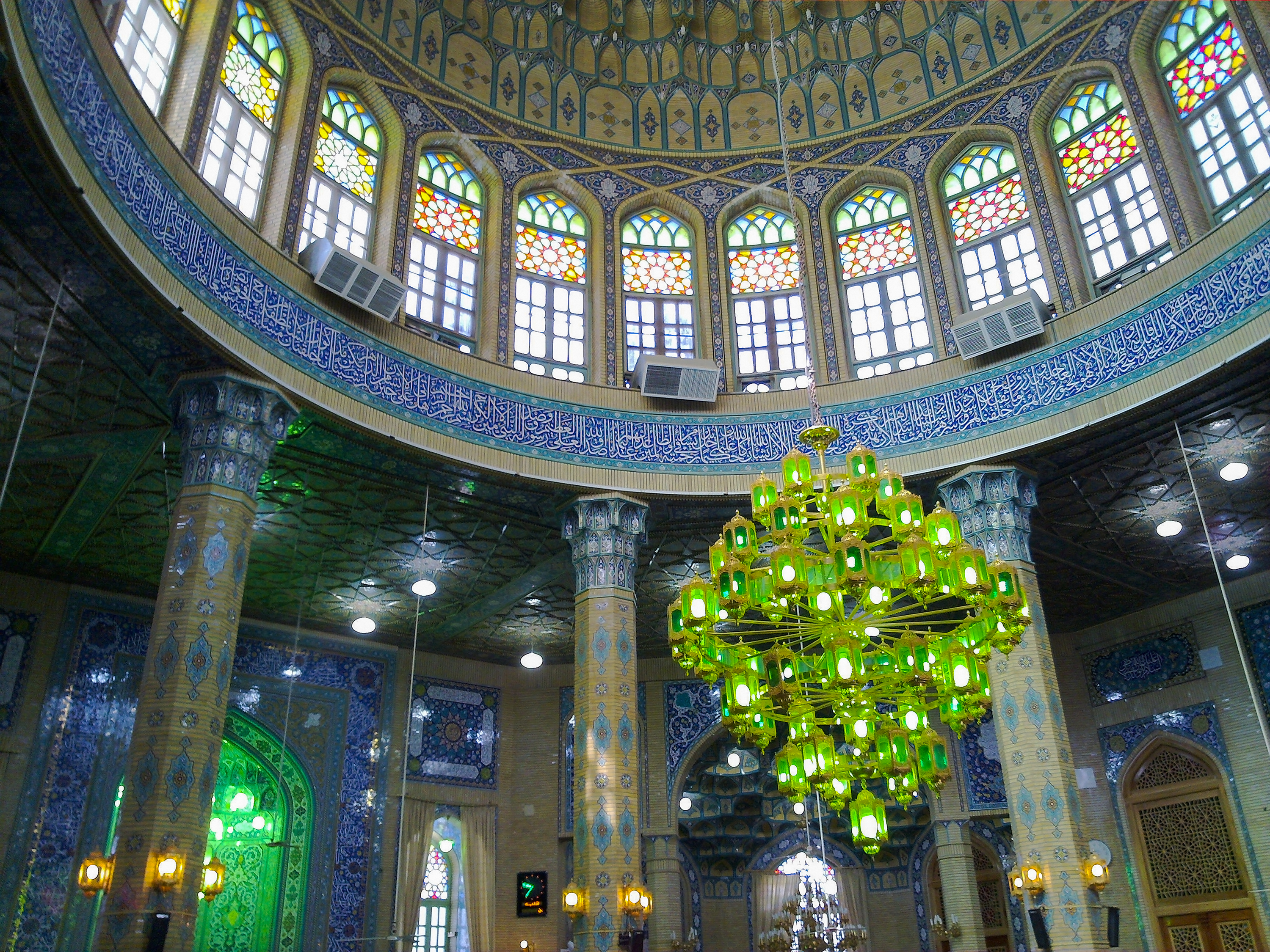
نمایی از شبستان داخل مسجد

به گفته دانشنامه اسلام، ساخت مسجد پیش از دوران افشاریه ساخته شده‌است، ولی از ویژگی‌های معماری عصر صفوی در مسجد جمکران اطلاعی در دست نیست. برطبق کتیبه مسجد، بنایی که در ۱۱۶۷ میرزا علی اکبر جمکرانی آن را تعمیر کرد، شامل مسجدی ستون‌دار به ابعاد ۱۷×۵ متر با چهار فرش‌انداز، در جنوب صحنی به ابعاد ۱۷×۱۳ متر بوده‌است.  میرزا علی‌اصغر اتابک در اوایل حکومت مظفرالدین‌شاه مسجد و صحن را تعمیر کرد و حجره‌ها و ایوان‌های در اطراف صحن و دو آب‌انبار، یکی در صحن و دیگری در خارج از صحن، بنا کرد. بافقی نیز تعمیراتی در مسجد انجام داد و در آنجا آب انباری احداث کرد. در طی تعمیر مسجد در دوره قاجار، تزئیناتی به بنا افزوده شد که شامل ازاره کاشی‌کاری خشتی هفت‌رنگ به ارتفاع ۱٫۵ متر و تزئیناتی با نقوش اسلیمی با آب طلا و لاجورد در قسمت فوقانی و کتیبه‌ای از کاشی‌های خشتی به خط ثلث از سوره جمعه در بخش میانی شبستان مسجد بود. در میان محراب مرکزی چاه کوچکی قرار داشت که دهانه آن با سنگ مرمر میان‌تهی پوشانده شده بود و برخی زائران برای تبرک از درون آن خاک می‌بردند. در وسط همین محراب قطعه سنگ دیگری از مرمر قرار داشت که در میان آن اثر یک قدم بزرگ، به نشان قدمگاه بودن مسجد بود. در سال ۱۳۵۰، با دستور آیت الله فیض چاه را پُر کردند و سنگ را کندند، زیرا به اعتقاد او نشان بدعت بود.
در ۱۳۳۲ ه‍.ش مسجد جمکران توسط سید محمد آقازاده تعمیر و بعضی قسمت‌های آن تجدید بنا شد و تالاری در جنوب صحن، با شش ستون از تیرآهن، به طول هفده و عرض چهار متر، احداث گردید که در واقع همان محوطه ورودی مسجد بود. در بخش شرقی صحن نیز تالاری به عرض چهار و طول سیزده متر، با تزئیناتی از آجرهای تراش و کاشی‌های هفت‌رنگ و نمای ورود به صحن در این دوران ایوانی آجری با پوشش گچی در سقف و اِسْپَر مزین به کاشی هفت‌رنگ در دو طرف بوده‌است. در نمای درگاه نیز کتیبه‌هایی با مضامین اهمیت ادای به موقع نماز و تاریخ‌های ۱۳۱۸ و ۱۳۷۱ وجود داشته‌است. در قسمت جنوب‌شرقی مسجد گلدسته آجری هشت ترکی به ارتفاع هفده متر قرار داشته که، در ۱۳۱۸ ساخته شده بوده‌است.

## پس از انقلاب
هم‌زمان با پیروزی انقلاب اسلامی و افزایش زائران و لزوم گسترش بنا، هسته تاریخی مسجد تخریب شد و به شکل مربعی علامت‌گذاری گردید که با سنگ‌فرش جداگانه‌ای با نوار سیاه و سفید مشخص شده‌است. پس از آن، با خریداری زمین‌های کشاورزی اطراف مسجد، چهل هکتار زمین در اختیار مسجد جمکران قرار گرفت که ۵٫۵ هکتار آن به محوطه و صحن اصلی اختصاص یافت. در وضع موجود، مسجد دارای شش ورودی به صحن، از شش جهت، است که درِ شمال شرقی آن در محور شبستان اصلی مسجد قرار دارد و در طرفین آن دو مناره عظیم بتونی با قاعده مربع و ساقه هشت وجهی در پنج طبقه و به ارتفاع ۸۵ متر است. بنای جدید مسجد، مسجد مَقام نامیده می‌شود. ایوان ورودی این مسجد، تماماً مزین به کاشی‌های معرق در بدنه و لچکی‌های و مقرنس‌کاری در سقف است و از طریق سه ورودی، یکی در مرکز و دو ورودی در هریک از طرفین به شبستان راه دارد. مناره‌های طرفین این ایوان، با ارتفاع شصت متر، نیز مزین به کاشی معرق و به شکل چندوجهی در قسمت‌های تحتانی، مدوّر در ساقه و گلدسته‌ای در قسمت فوقانی است. شبستان اصلی به شکل هشت ضلعی و دارای سه ورودی در شمال و دو ورودی در جنوب است. این شبستان دارای هشت ستون هشت وجهی مزین به کاشی‌های معرق و مقرنس کاری است که گنبد مسجد با سازه‌ای فلزی بر فراز آن استوار شده‌است. در ساقه گنبد ۲۳ پنجره مشبک فلزی با شیشه‌های رنگارنگ گذاشته شده‌است که نور شبستان را تأمین می‌کنند. سطح داخلی گنبد سراسر مزین به کاشی‌های معرق با تلفیق آجر است. طوق زیر پنجره‌ها کتیبه‌ای به خط ثلث با آیاتی از سوره انسان است. سطح خارجی گنبد سهمی شکل بنا نیز با کاشی‌های فیروزه‌ای پوشیده و با کتیبه‌های لا اله الا الله و ترنج‌های تزئینی، با ذکر یا مهدی ادرکنی در داخل آن، تزئین شده‌است. ازاره داخلی مسجد تا ارتفاع ۱٫۸ متر با سنگ مرمر پوشیده شده و بقیه قسمت‌های بدنه داخلی تا زیرسقف مزین به کاشیکاری با تلفیق آجر است. شبستان‌های غربی و شرقی هرکدام با چهارهزار مترمربع زیربنا دارند. قسمت‌های داخلی این شبستان‌ها آیینه‌کاری شده‌است و هریک از شبستان‌ها دارای دو گنبد قرینه هستند. مسجدی معروف به مسجد مرمر، که فضای داخلی آن با مرمر سبز پوشانده شده، به مسجد مقام متصل است.

## مجموعه مسجد
مجموعه مسجد جمکران دارای چند حسینیه، بازارچه، زائرسرا، ساختمان اداری و غیره است. براساس طرح مصوب ۱۳۸۲ ه‍. ش، ۲۵۰ هکتار برای مجموعه مسجد جمکران در نظر گرفته شده‌است که از این مقدار ۴۰۰، ۲۹ مترمربع به مسجد با پنج شبستان اختصاص می‌یابد و بقیه شامل صحن و ساختمان‌های اداری و خدماتی و ملزومات دیگر خواهد بود.

## نگارخانه

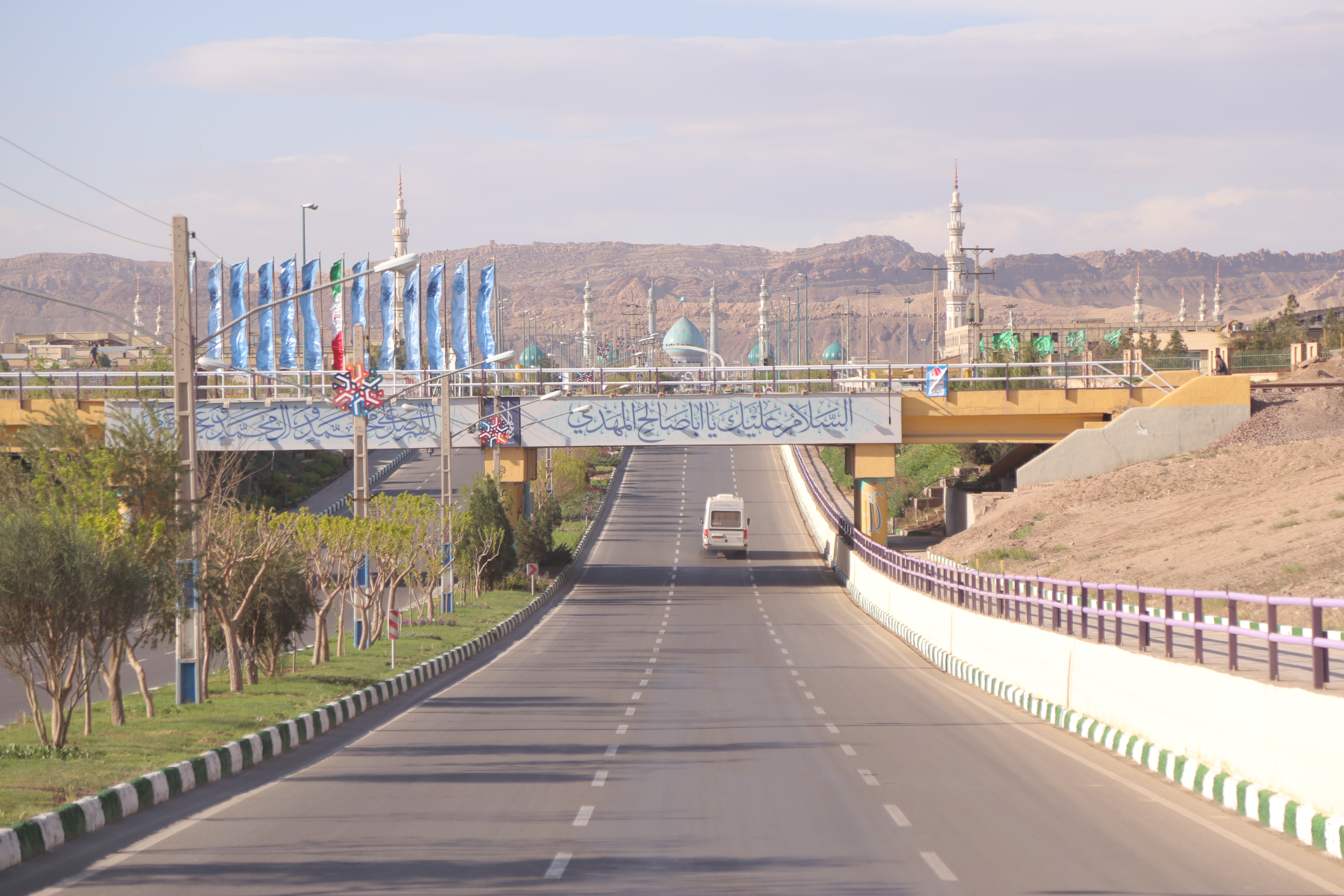
جاده منتهی به مسجد جمکران
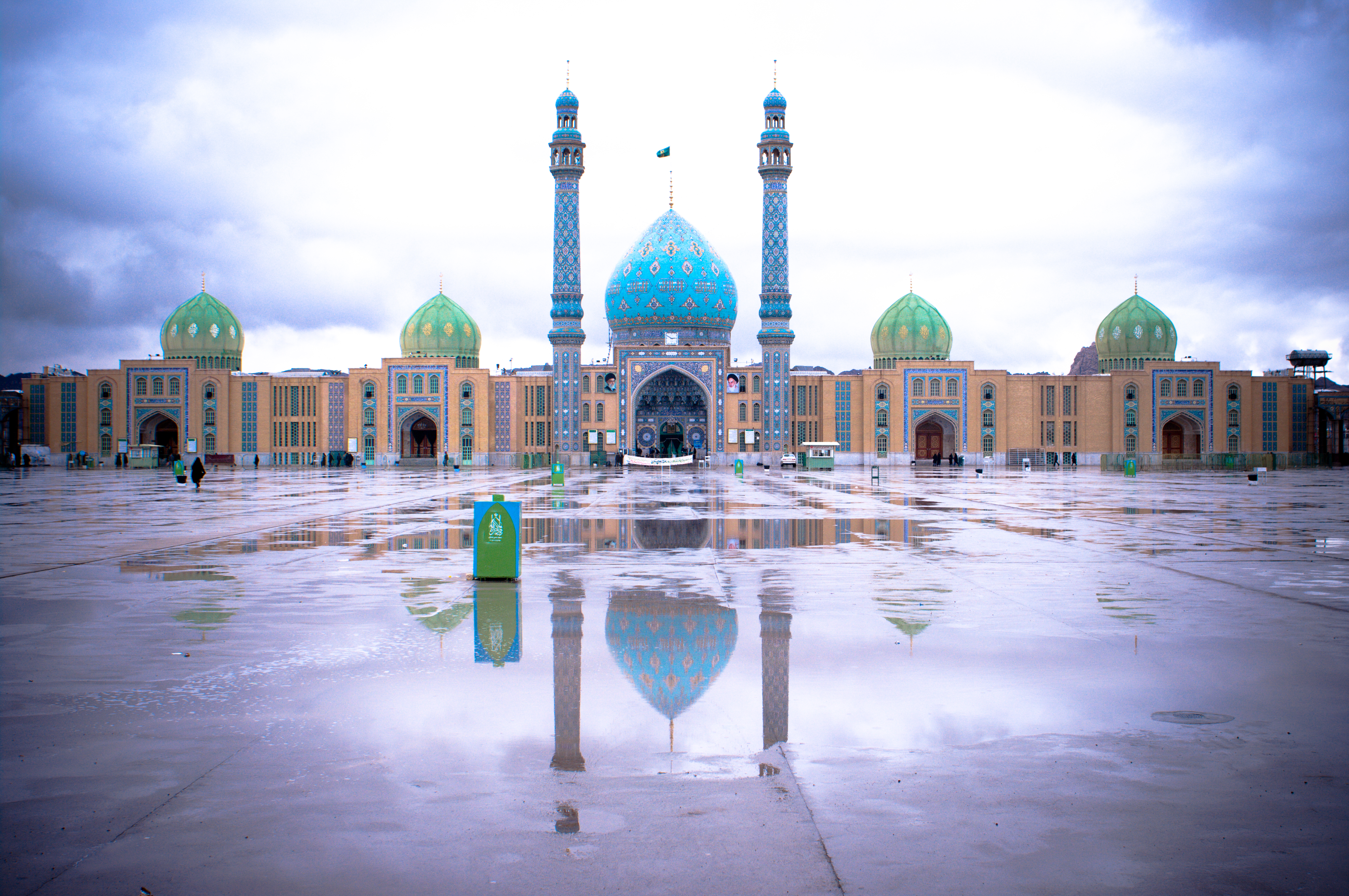
مسجد در روز بارانی
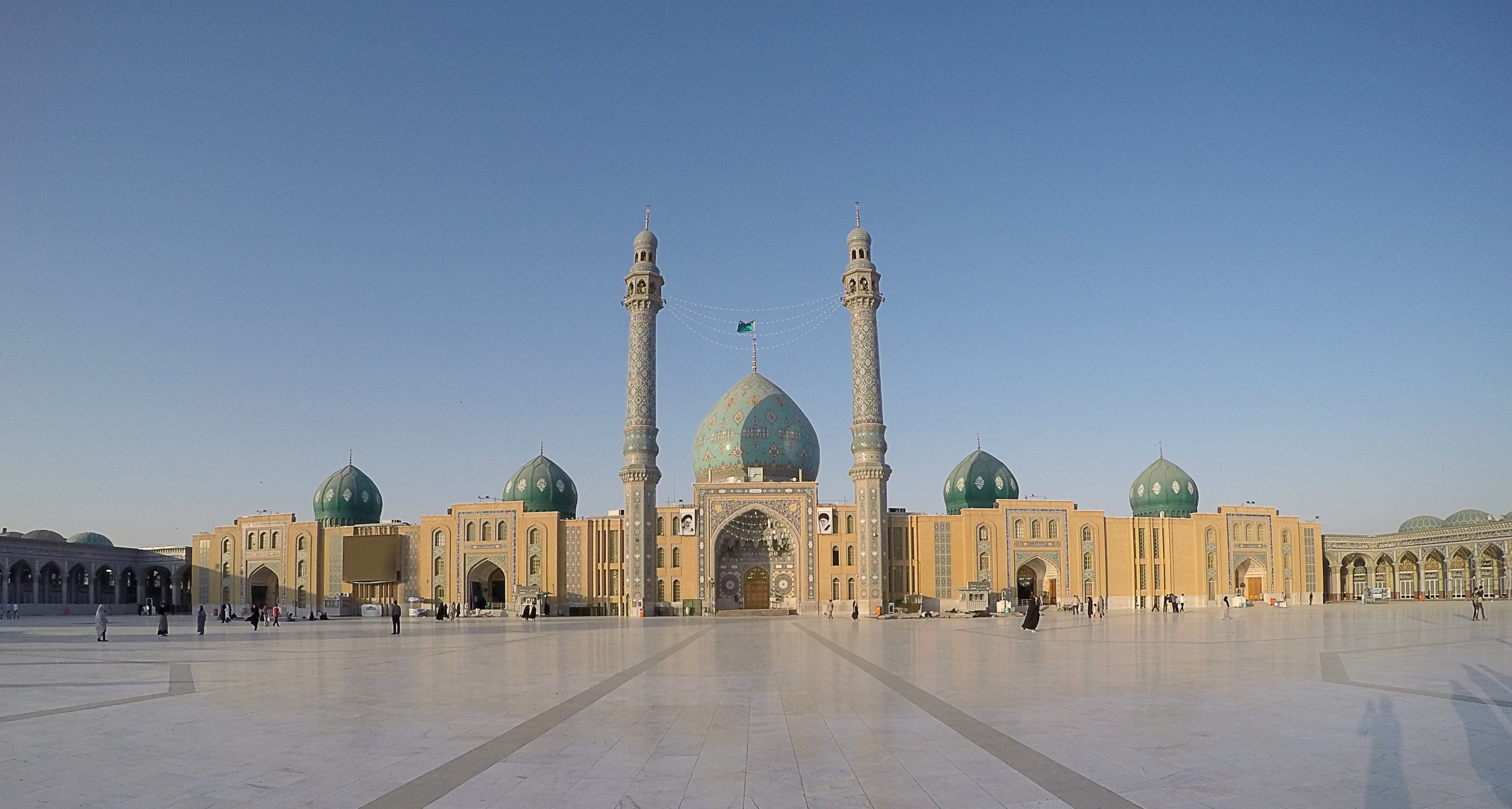
نمایی از مسجد جمکران
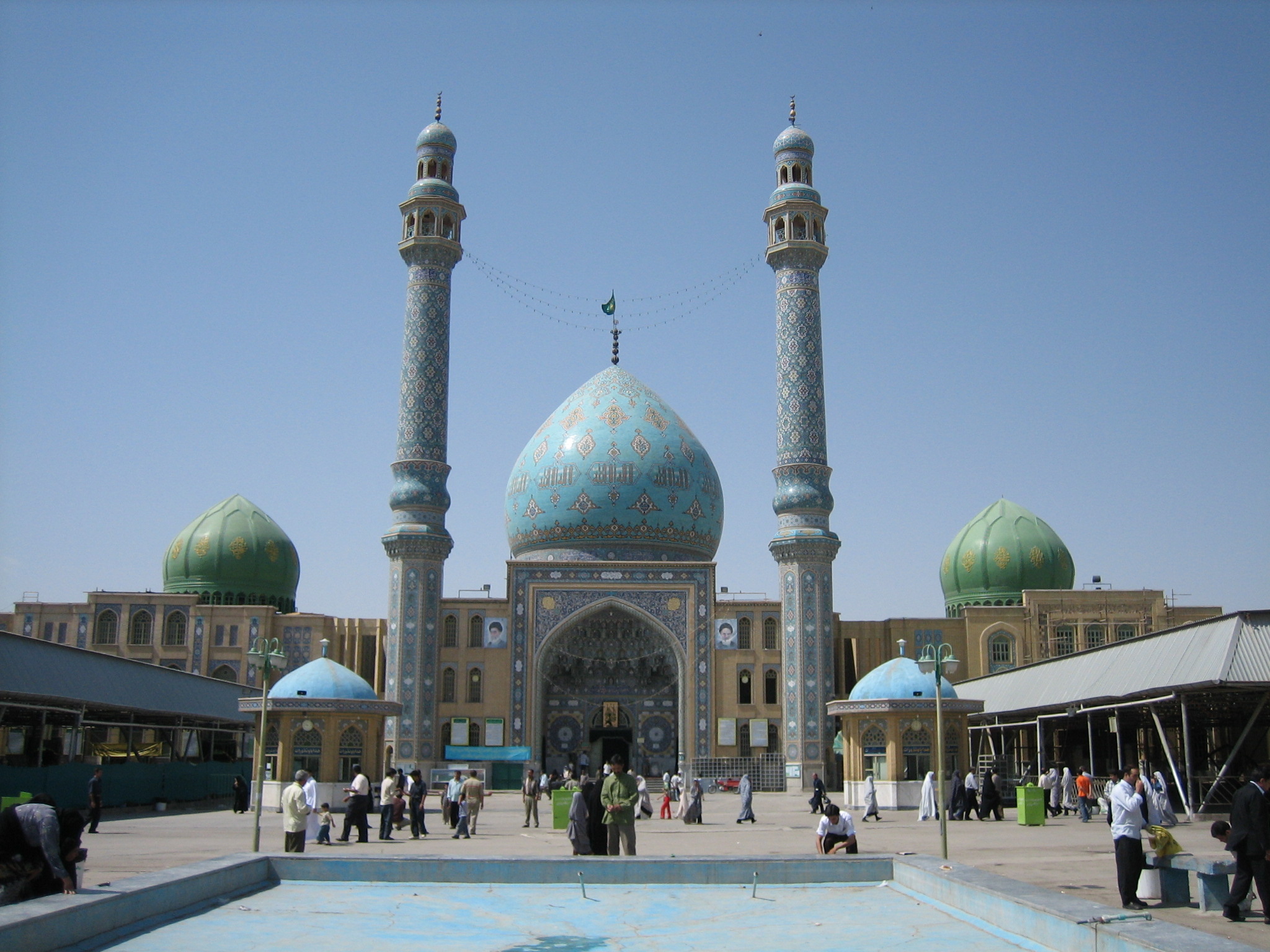
نمایی از مسجد جمکران
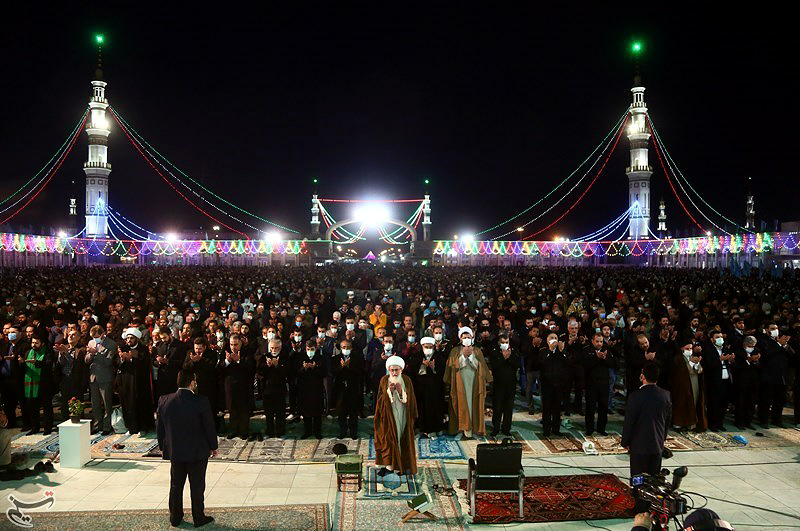
نماز جماعت در مسجد جمکران، نیمه شعبان ۱۴۰۱
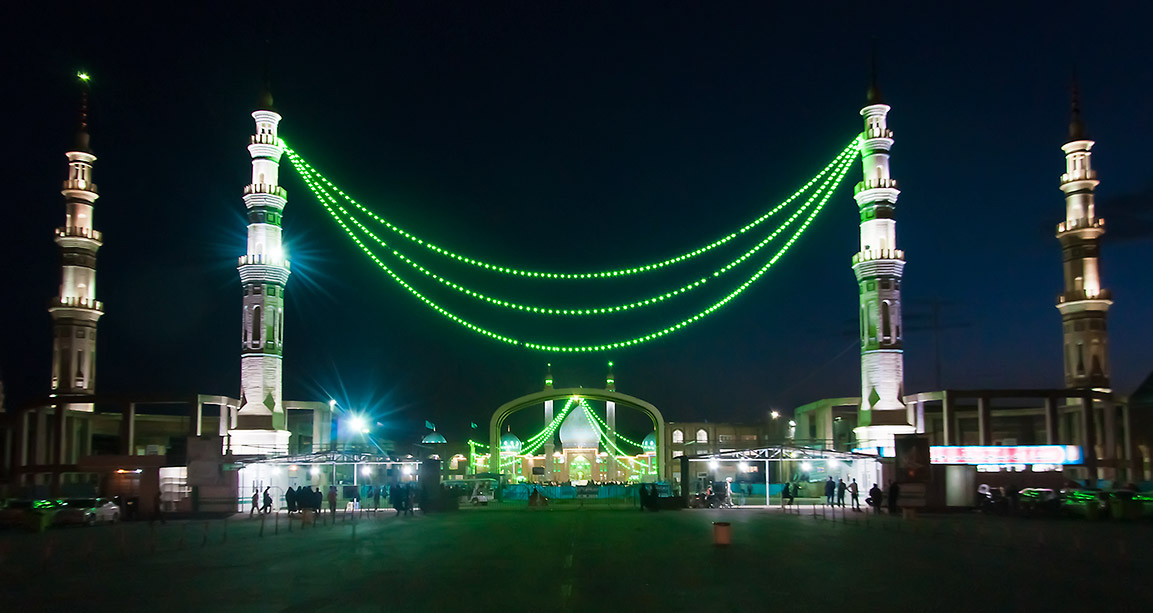
شب‌های چهارشنبهٔ مسجد جمکران
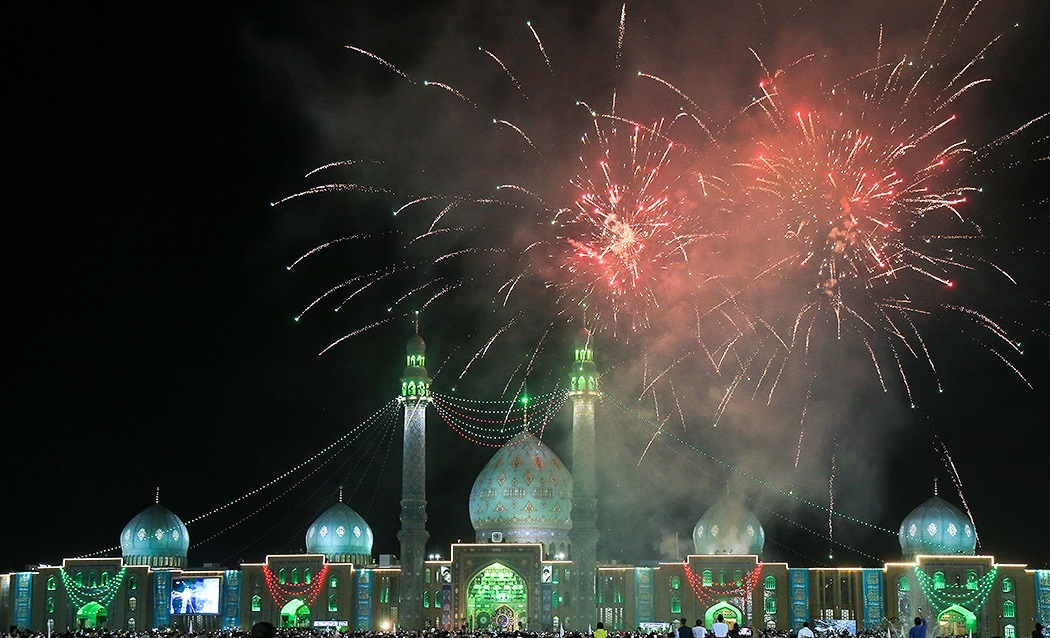
جشن نیمه شعبان در مسجد
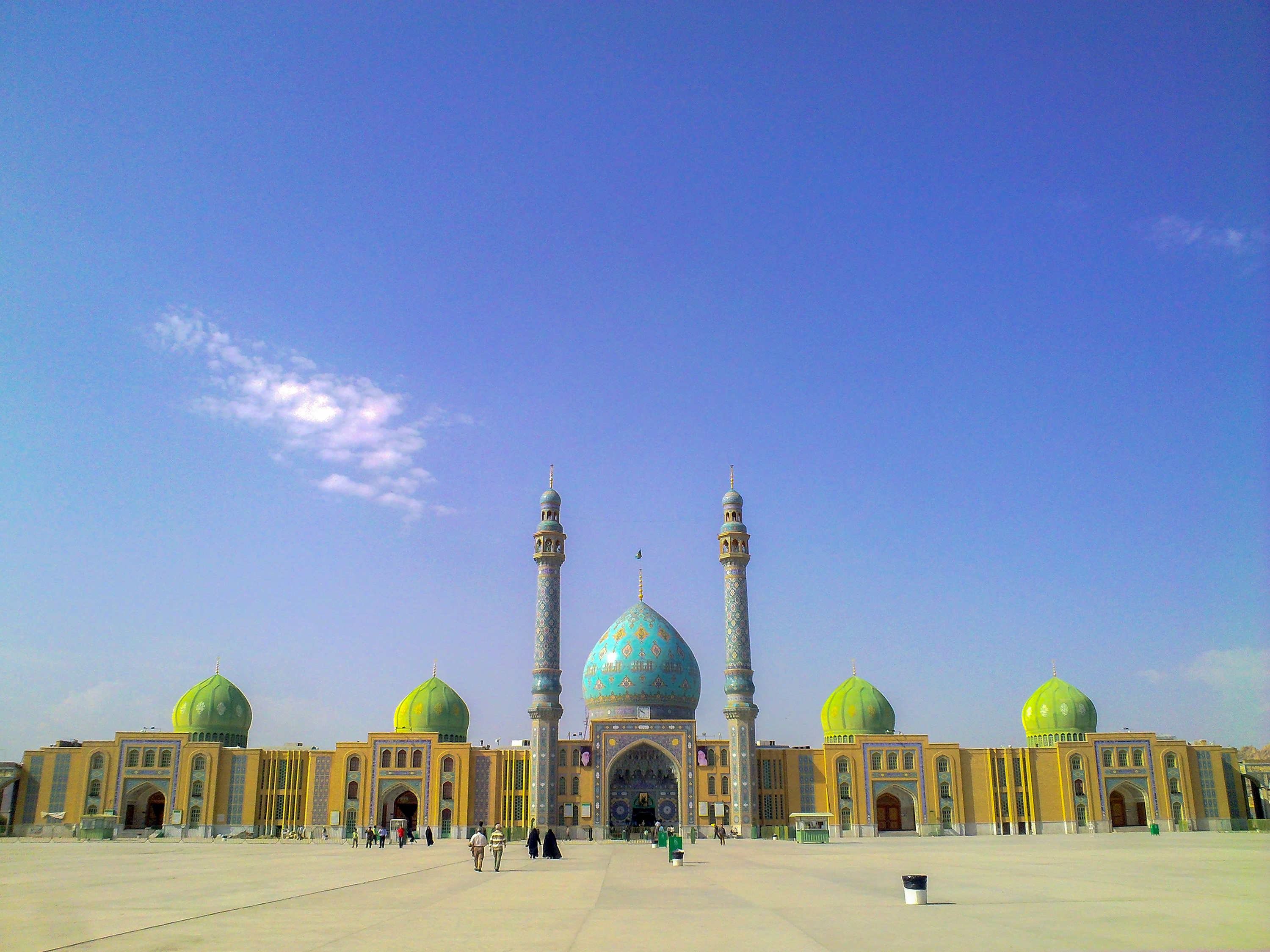
مسجد جمکران - سال ۱۳۹۶
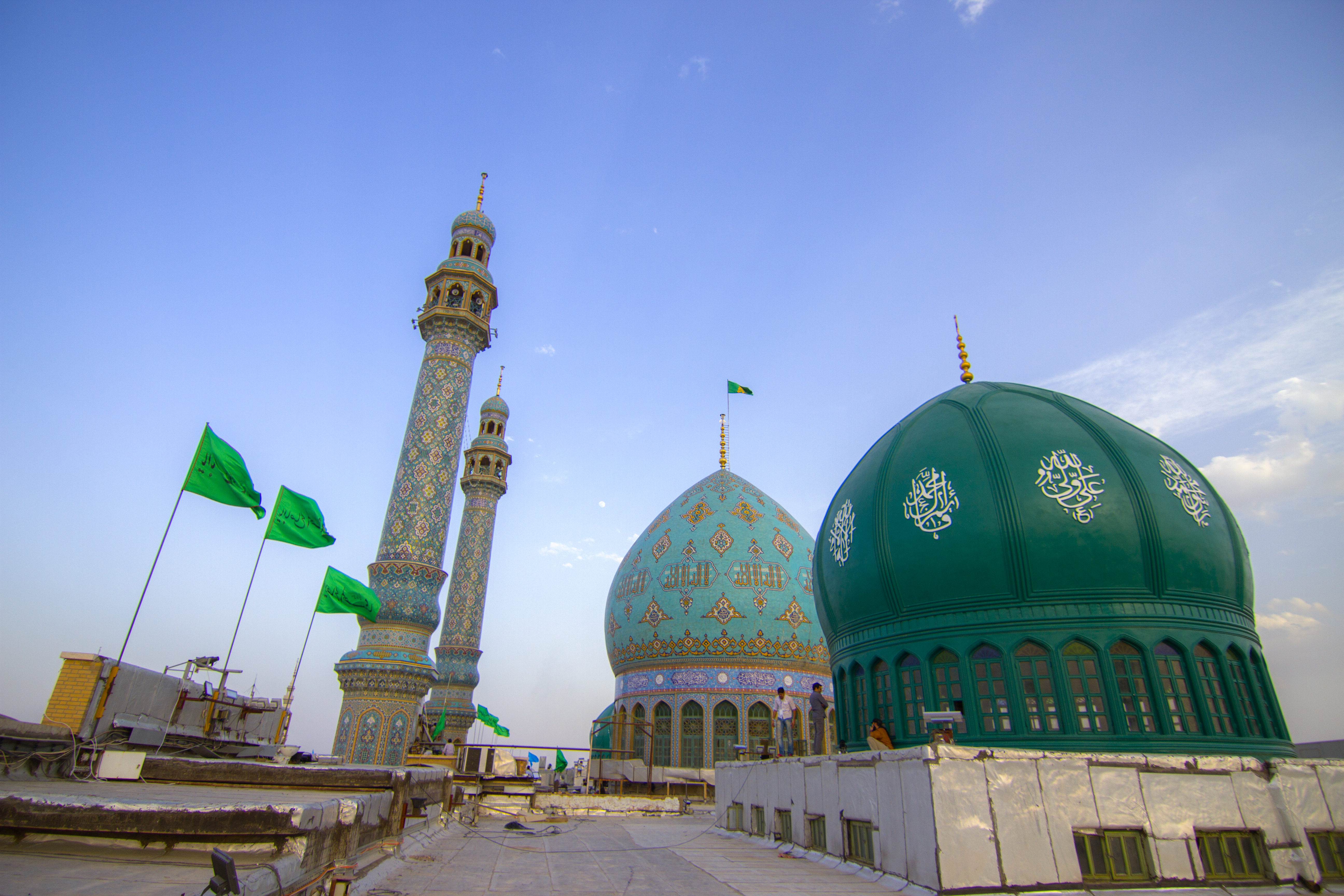
گنبد و گلدسته مسجد از بالای بام
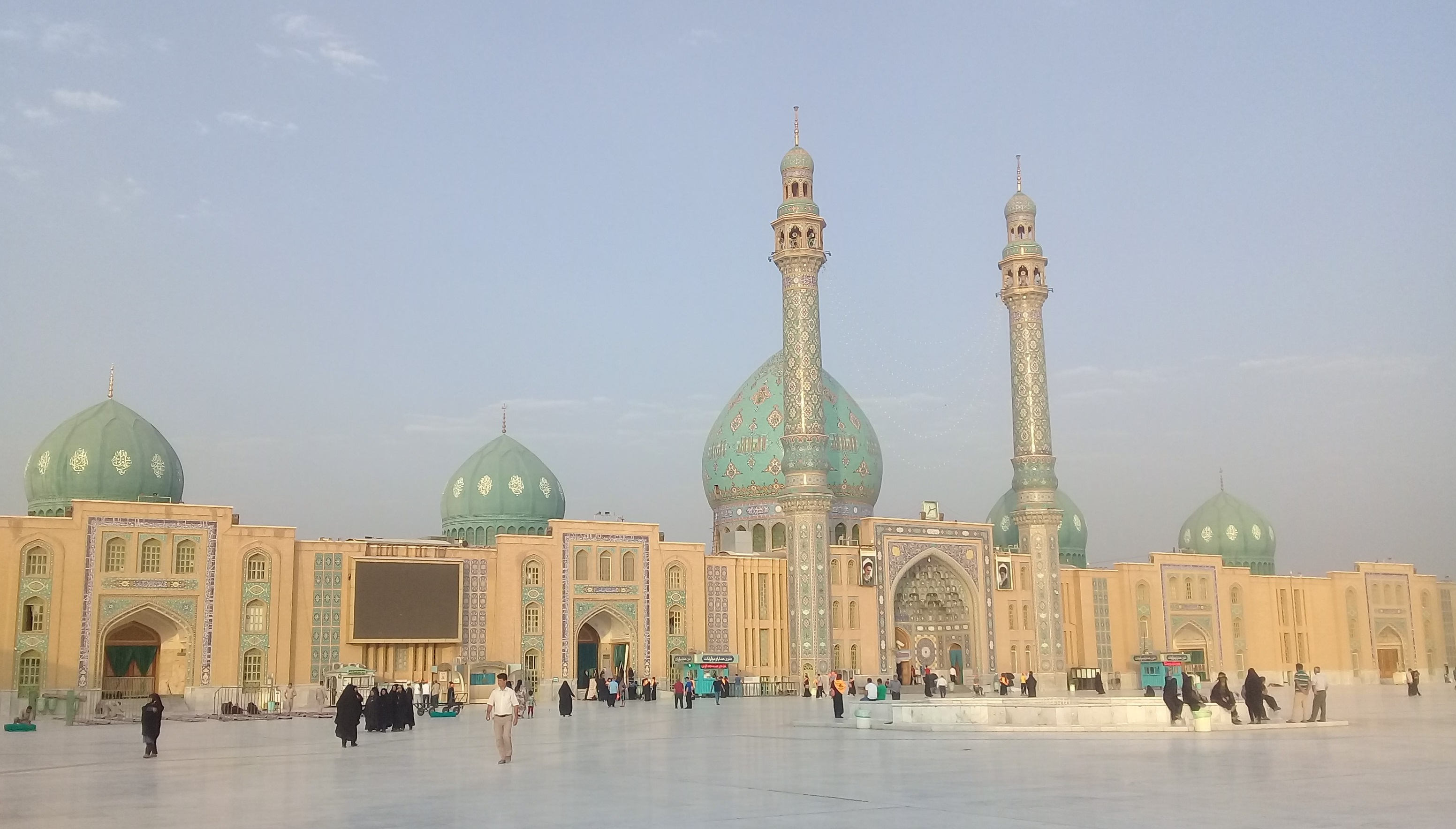
مسجد جمکران - تابستان ۱۳۹۸
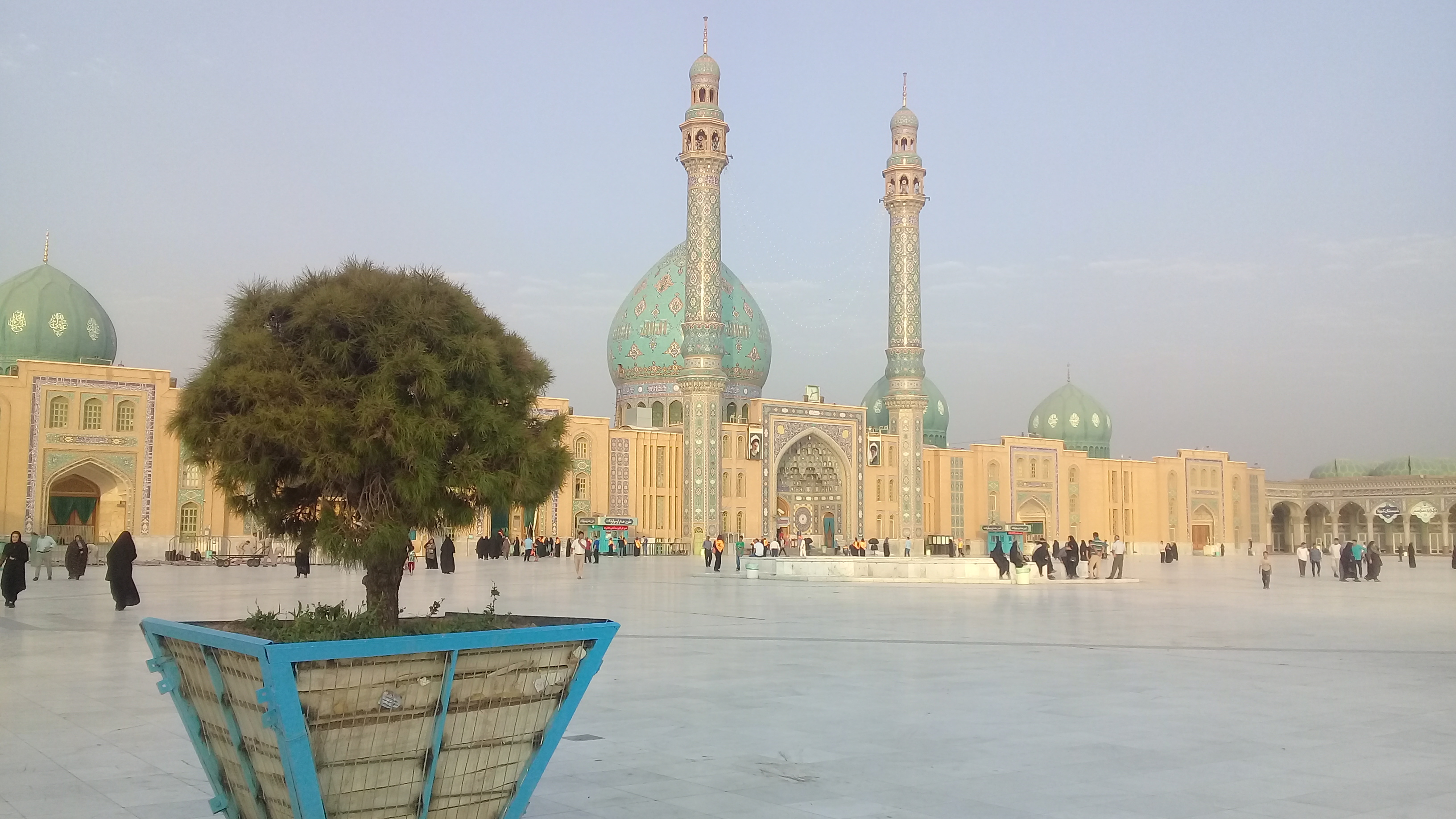
مسجد جمکران - تابستان ۱۳۹۸
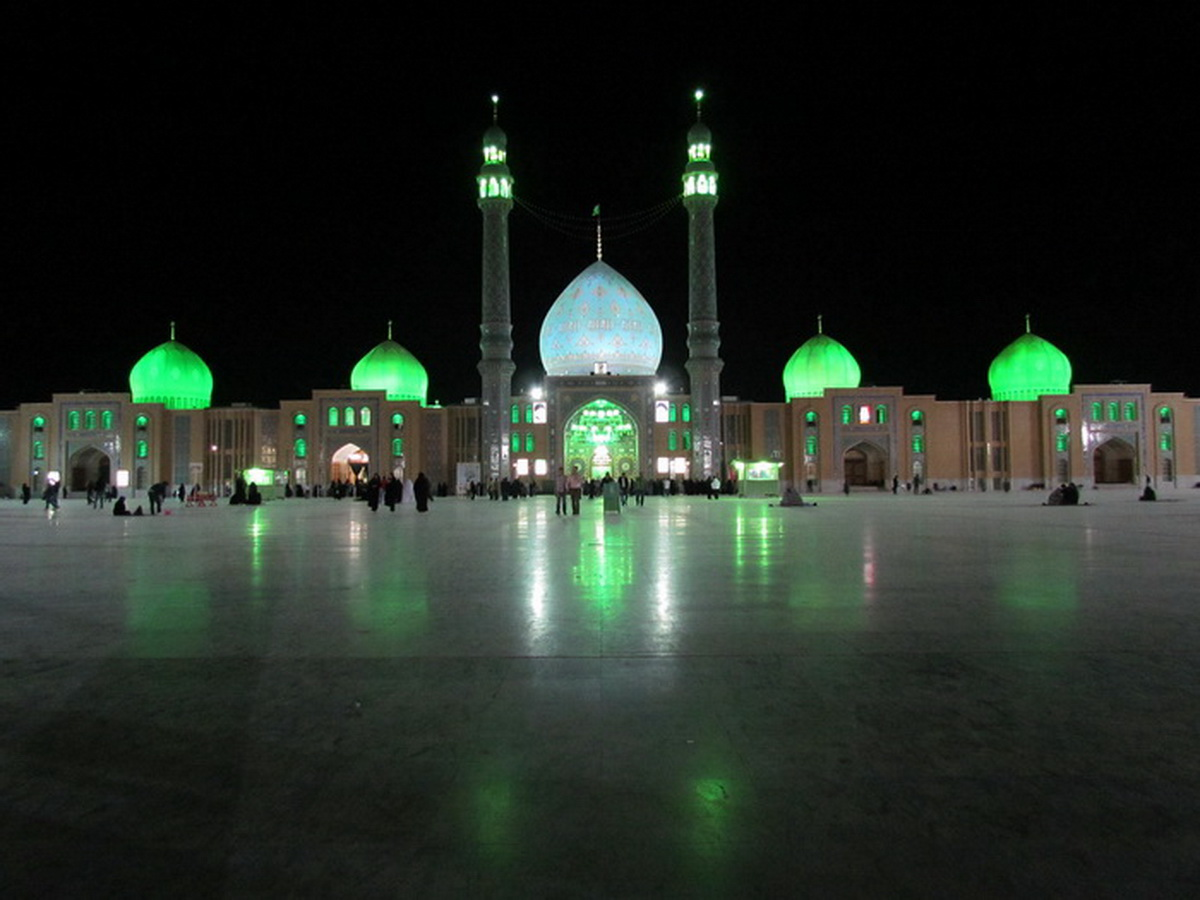
نمای مسجد جمکران در شب هنگام
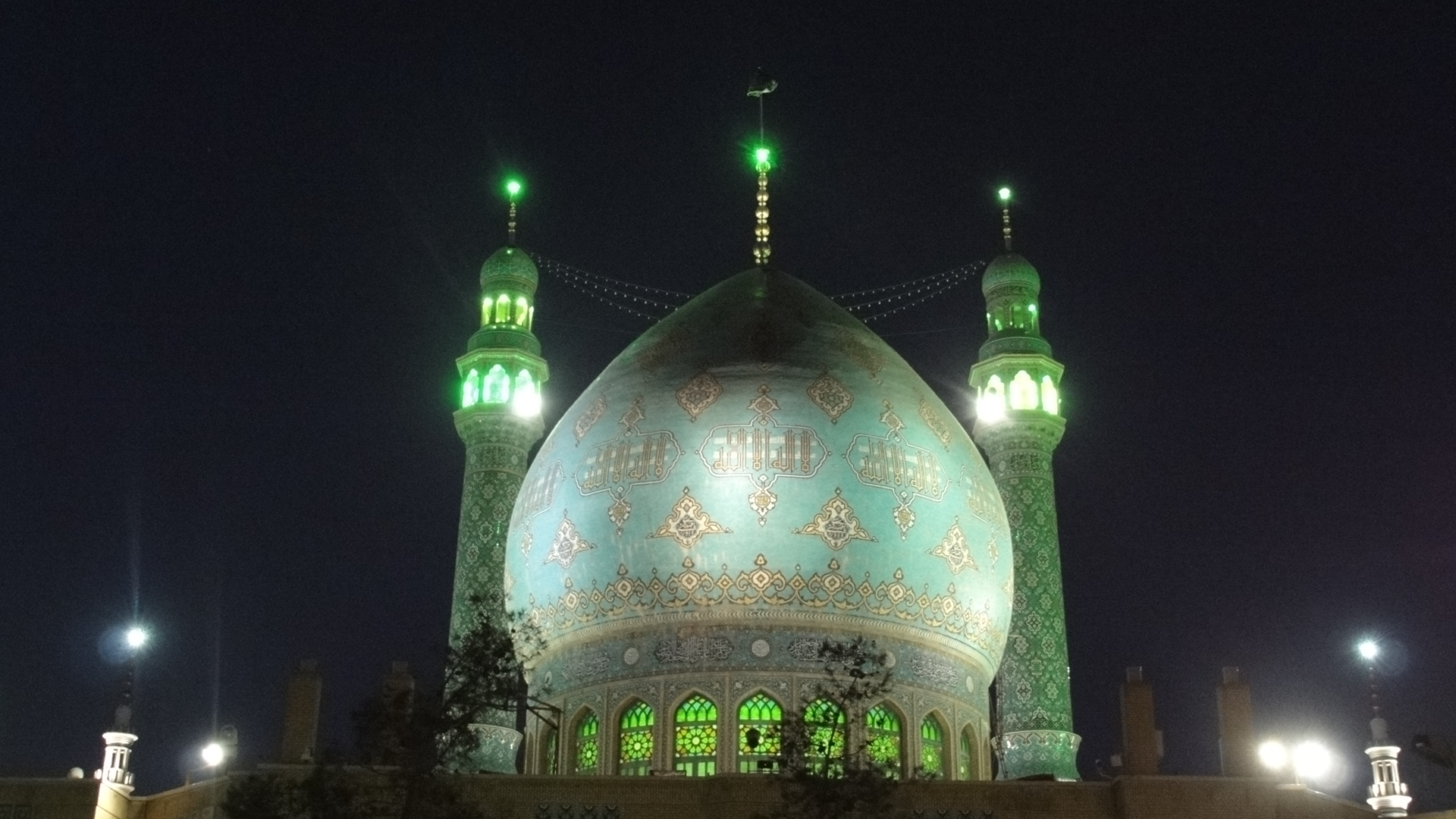
گنبد و گلدستهٔ مسجد جمکران